# Mlekomat
Mlekomat je točilni avtomat za prodajo surovega mleka. Razvili so ga v Švici, izpopolnili pa v Italiji.

## Mlekomati po državah

### Slovenija
Mlekomati so večinoma prisotni na obljudenih mestih, kot so tržnice in trgovski centri. Njihovi lastniki in skrbniki so lokalni pridelovalci. Mleko pred onesnaženjem iz okolja ščiti ventilator z ustvarjanjem zračne zavese. Izklopi se, ko zazna gibanje kupca. Prostor za točenje mleka se razkuži z vodno paro ali UV svetilko.
Stranke lahko na mlekomatih kupijo tudi steklenice ali plastenke. Mleko je hlajeno na 4 stopinje Celzija. Nekateri mlekomati prenehajo delovati, če je mleko starejše od 24 oz. 26 ur ali pa se preveč segreje.
Prvi mlekomat za prodajo surovega mleka v Sloveniji je bil postavljen aprila 2009 v Medvodah. Kmete sta k odločitvi za ta način prodaje pripeljala recesija in nezadovoljstvo nad odkupnimi cenami, zgledovali pa so se po Nemčiji in Franciji. Slovenski kmet na mlekomatu proda med 40 do 60 litri mleka dnevno. Leta 2016 je prodaja prek avtomatov obsegala manj kot en procent vsega prodanega mleka v Sloveniji. Nekateri kmetje so se zaradi prevelikih pričakovanj z nakupom avtomata opekli. Mlekomat na Ptuju se ni obdržal, tudi prodaja v Mariboru na dveh mlekomatih ni zadovoljiva.
Po izjavi enega od kmetov iz leta 2019 zaradi zaustavitve proizvodnje mlekomatov ni možno kupovati novih, prav tako lahko pride do težav pri iskanju rezervnih delov. Prodajalci mleka iz avtomata za razliko od veletrgovcev nimajo sredstev za oglaševanje in so tudi bolj izpostavljeni kritiki kupcev, ki trgovinam lažje oprostijo morebitno pomanjkanje mleka.

#### Zdravstveni nadzor
Od 15. aprila 2010 uradni nadzor nad mlekomati opravlja Uprava za varno hrano, veterinarstvo in varstvo rastlin (nekdanja Veterinarska uprava RS oz. VURS), ki preverja tudi delo na kmetijah.
Leta 2011 je Zveza potrošnikov Slovenije pri preverjanju 22 mlekomatov odkrila bakterijo  Listeria monocytogenes, dodano vodo in previsoko temperaturo pri odvzemu. VURS je istega leta v nekaterih vzorcih odkrila bakterijo Coxiella burnetii.